# Escac i mat

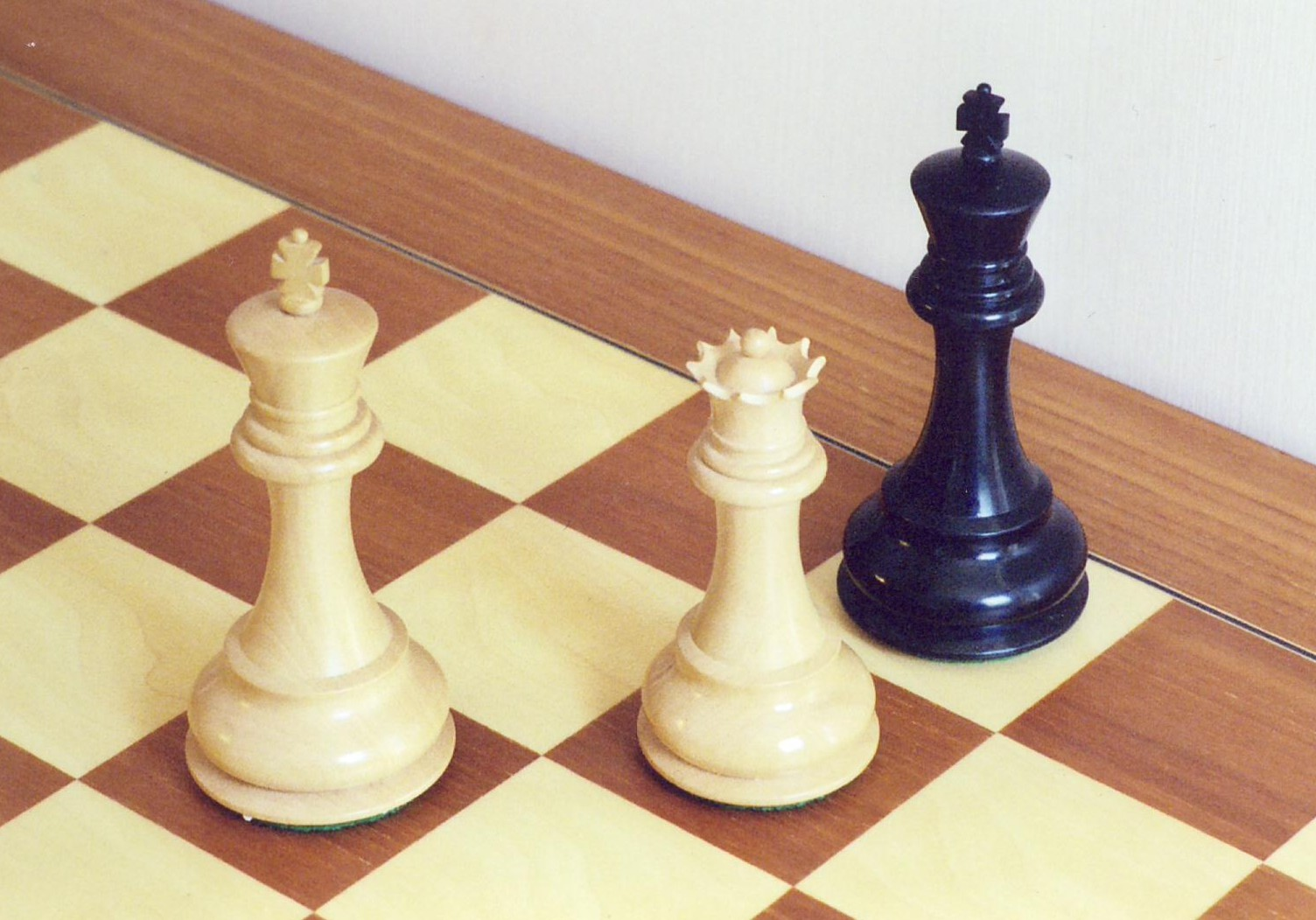
Escac i mat amb dama i rei contra rei

L'escac i mat és una posició als escacs on a un dels dos reis se li fa escac (és a dir és amenaçat per una peça contrària) i no té cap moviment legal per a no continuar en escac. Atès que el rei mai pot ser capturat, en aquest moment s'acaba la partida, i perd el jugador el rei del qual està atacat.
El terme escac i mat prové del persa "شاه مات" ("Shāh Māt"), que significa "el rei no té escapatòria" o bé "el rei està atrapat", i no pas "el rei ha mort", un significat que sí que podria tenir en àrab.
En els escacs actuals, el rei no es captura mai, ja que hom perd tan aviat com el seu rei està en escac i mat. En partides formals, es considera millor abandonar abans d'arribar a l'escac i mat, quan és inevitable.
Si un jugador que no té el rei en escac no té cap jugada legal disponible, llavors és una posició d'ofegat, i la partida acaba immediatament en taules. L'escac i mat s'anota, en notació algebraica fent servir el símbol "#", per exemple: 34.Dg3#.

## Exemples
El mat es pot donar en simplement dues jugades i amb totes les peces encara al tauler (com en el mat del boig, en plena obertura), o bé en el mig joc (com en la partida de 1956 anomenada la partida del segle entre Donald Byrne i Bobby Fischer), o fins i tot en un final en una posició amb només tres peces al tauler.
|   | a | b | c | d | e | f | g | h |   |
| 8 | a8 negres torre · b8 negres cavall · c8 negres alfil · e8 negres rei · f8 negres alfil · g8 negres cavall · h8 negres torre · a7 negres peó · b7 negres peó · c7 negres peó · d7 negres peó · f7 negres peó · g7 negres peó · h7 negres peó · e5 negres peó · g4 blanques peó · h4 negres dama · f3 blanques peó · a2 blanques peó · b2 blanques peó · c2 blanques peó · d2 blanques peó · e2 blanques peó · h2 blanques peó · a1 blanques torre · b1 blanques cavall · c1 blanques alfil · d1 blanques dama · e1 blanques rei · f1 blanques alfil · g1 blanques cavall · h1 blanques torre | a8 negres torre · b8 negres cavall · c8 negres alfil · e8 negres rei · f8 negres alfil · g8 negres cavall · h8 negres torre · a7 negres peó · b7 negres peó · c7 negres peó · d7 negres peó · f7 negres peó · g7 negres peó · h7 negres peó · e5 negres peó · g4 blanques peó · h4 negres dama · f3 blanques peó · a2 blanques peó · b2 blanques peó · c2 blanques peó · d2 blanques peó · e2 blanques peó · h2 blanques peó · a1 blanques torre · b1 blanques cavall · c1 blanques alfil · d1 blanques dama · e1 blanques rei · f1 blanques alfil · g1 blanques cavall · h1 blanques torre | a8 negres torre · b8 negres cavall · c8 negres alfil · e8 negres rei · f8 negres alfil · g8 negres cavall · h8 negres torre · a7 negres peó · b7 negres peó · c7 negres peó · d7 negres peó · f7 negres peó · g7 negres peó · h7 negres peó · e5 negres peó · g4 blanques peó · h4 negres dama · f3 blanques peó · a2 blanques peó · b2 blanques peó · c2 blanques peó · d2 blanques peó · e2 blanques peó · h2 blanques peó · a1 blanques torre · b1 blanques cavall · c1 blanques alfil · d1 blanques dama · e1 blanques rei · f1 blanques alfil · g1 blanques cavall · h1 blanques torre | a8 negres torre · b8 negres cavall · c8 negres alfil · e8 negres rei · f8 negres alfil · g8 negres cavall · h8 negres torre · a7 negres peó · b7 negres peó · c7 negres peó · d7 negres peó · f7 negres peó · g7 negres peó · h7 negres peó · e5 negres peó · g4 blanques peó · h4 negres dama · f3 blanques peó · a2 blanques peó · b2 blanques peó · c2 blanques peó · d2 blanques peó · e2 blanques peó · h2 blanques peó · a1 blanques torre · b1 blanques cavall · c1 blanques alfil · d1 blanques dama · e1 blanques rei · f1 blanques alfil · g1 blanques cavall · h1 blanques torre | a8 negres torre · b8 negres cavall · c8 negres alfil · e8 negres rei · f8 negres alfil · g8 negres cavall · h8 negres torre · a7 negres peó · b7 negres peó · c7 negres peó · d7 negres peó · f7 negres peó · g7 negres peó · h7 negres peó · e5 negres peó · g4 blanques peó · h4 negres dama · f3 blanques peó · a2 blanques peó · b2 blanques peó · c2 blanques peó · d2 blanques peó · e2 blanques peó · h2 blanques peó · a1 blanques torre · b1 blanques cavall · c1 blanques alfil · d1 blanques dama · e1 blanques rei · f1 blanques alfil · g1 blanques cavall · h1 blanques torre | a8 negres torre · b8 negres cavall · c8 negres alfil · e8 negres rei · f8 negres alfil · g8 negres cavall · h8 negres torre · a7 negres peó · b7 negres peó · c7 negres peó · d7 negres peó · f7 negres peó · g7 negres peó · h7 negres peó · e5 negres peó · g4 blanques peó · h4 negres dama · f3 blanques peó · a2 blanques peó · b2 blanques peó · c2 blanques peó · d2 blanques peó · e2 blanques peó · h2 blanques peó · a1 blanques torre · b1 blanques cavall · c1 blanques alfil · d1 blanques dama · e1 blanques rei · f1 blanques alfil · g1 blanques cavall · h1 blanques torre | a8 negres torre · b8 negres cavall · c8 negres alfil · e8 negres rei · f8 negres alfil · g8 negres cavall · h8 negres torre · a7 negres peó · b7 negres peó · c7 negres peó · d7 negres peó · f7 negres peó · g7 negres peó · h7 negres peó · e5 negres peó · g4 blanques peó · h4 negres dama · f3 blanques peó · a2 blanques peó · b2 blanques peó · c2 blanques peó · d2 blanques peó · e2 blanques peó · h2 blanques peó · a1 blanques torre · b1 blanques cavall · c1 blanques alfil · d1 blanques dama · e1 blanques rei · f1 blanques alfil · g1 blanques cavall · h1 blanques torre | a8 negres torre · b8 negres cavall · c8 negres alfil · e8 negres rei · f8 negres alfil · g8 negres cavall · h8 negres torre · a7 negres peó · b7 negres peó · c7 negres peó · d7 negres peó · f7 negres peó · g7 negres peó · h7 negres peó · e5 negres peó · g4 blanques peó · h4 negres dama · f3 blanques peó · a2 blanques peó · b2 blanques peó · c2 blanques peó · d2 blanques peó · e2 blanques peó · h2 blanques peó · a1 blanques torre · b1 blanques cavall · c1 blanques alfil · d1 blanques dama · e1 blanques rei · f1 blanques alfil · g1 blanques cavall · h1 blanques torre | 8 |
| 7 | a8 negres torre · b8 negres cavall · c8 negres alfil · e8 negres rei · f8 negres alfil · g8 negres cavall · h8 negres torre · a7 negres peó · b7 negres peó · c7 negres peó · d7 negres peó · f7 negres peó · g7 negres peó · h7 negres peó · e5 negres peó · g4 blanques peó · h4 negres dama · f3 blanques peó · a2 blanques peó · b2 blanques peó · c2 blanques peó · d2 blanques peó · e2 blanques peó · h2 blanques peó · a1 blanques torre · b1 blanques cavall · c1 blanques alfil · d1 blanques dama · e1 blanques rei · f1 blanques alfil · g1 blanques cavall · h1 blanques torre | a8 negres torre · b8 negres cavall · c8 negres alfil · e8 negres rei · f8 negres alfil · g8 negres cavall · h8 negres torre · a7 negres peó · b7 negres peó · c7 negres peó · d7 negres peó · f7 negres peó · g7 negres peó · h7 negres peó · e5 negres peó · g4 blanques peó · h4 negres dama · f3 blanques peó · a2 blanques peó · b2 blanques peó · c2 blanques peó · d2 blanques peó · e2 blanques peó · h2 blanques peó · a1 blanques torre · b1 blanques cavall · c1 blanques alfil · d1 blanques dama · e1 blanques rei · f1 blanques alfil · g1 blanques cavall · h1 blanques torre | a8 negres torre · b8 negres cavall · c8 negres alfil · e8 negres rei · f8 negres alfil · g8 negres cavall · h8 negres torre · a7 negres peó · b7 negres peó · c7 negres peó · d7 negres peó · f7 negres peó · g7 negres peó · h7 negres peó · e5 negres peó · g4 blanques peó · h4 negres dama · f3 blanques peó · a2 blanques peó · b2 blanques peó · c2 blanques peó · d2 blanques peó · e2 blanques peó · h2 blanques peó · a1 blanques torre · b1 blanques cavall · c1 blanques alfil · d1 blanques dama · e1 blanques rei · f1 blanques alfil · g1 blanques cavall · h1 blanques torre | a8 negres torre · b8 negres cavall · c8 negres alfil · e8 negres rei · f8 negres alfil · g8 negres cavall · h8 negres torre · a7 negres peó · b7 negres peó · c7 negres peó · d7 negres peó · f7 negres peó · g7 negres peó · h7 negres peó · e5 negres peó · g4 blanques peó · h4 negres dama · f3 blanques peó · a2 blanques peó · b2 blanques peó · c2 blanques peó · d2 blanques peó · e2 blanques peó · h2 blanques peó · a1 blanques torre · b1 blanques cavall · c1 blanques alfil · d1 blanques dama · e1 blanques rei · f1 blanques alfil · g1 blanques cavall · h1 blanques torre | a8 negres torre · b8 negres cavall · c8 negres alfil · e8 negres rei · f8 negres alfil · g8 negres cavall · h8 negres torre · a7 negres peó · b7 negres peó · c7 negres peó · d7 negres peó · f7 negres peó · g7 negres peó · h7 negres peó · e5 negres peó · g4 blanques peó · h4 negres dama · f3 blanques peó · a2 blanques peó · b2 blanques peó · c2 blanques peó · d2 blanques peó · e2 blanques peó · h2 blanques peó · a1 blanques torre · b1 blanques cavall · c1 blanques alfil · d1 blanques dama · e1 blanques rei · f1 blanques alfil · g1 blanques cavall · h1 blanques torre | a8 negres torre · b8 negres cavall · c8 negres alfil · e8 negres rei · f8 negres alfil · g8 negres cavall · h8 negres torre · a7 negres peó · b7 negres peó · c7 negres peó · d7 negres peó · f7 negres peó · g7 negres peó · h7 negres peó · e5 negres peó · g4 blanques peó · h4 negres dama · f3 blanques peó · a2 blanques peó · b2 blanques peó · c2 blanques peó · d2 blanques peó · e2 blanques peó · h2 blanques peó · a1 blanques torre · b1 blanques cavall · c1 blanques alfil · d1 blanques dama · e1 blanques rei · f1 blanques alfil · g1 blanques cavall · h1 blanques torre | a8 negres torre · b8 negres cavall · c8 negres alfil · e8 negres rei · f8 negres alfil · g8 negres cavall · h8 negres torre · a7 negres peó · b7 negres peó · c7 negres peó · d7 negres peó · f7 negres peó · g7 negres peó · h7 negres peó · e5 negres peó · g4 blanques peó · h4 negres dama · f3 blanques peó · a2 blanques peó · b2 blanques peó · c2 blanques peó · d2 blanques peó · e2 blanques peó · h2 blanques peó · a1 blanques torre · b1 blanques cavall · c1 blanques alfil · d1 blanques dama · e1 blanques rei · f1 blanques alfil · g1 blanques cavall · h1 blanques torre | a8 negres torre · b8 negres cavall · c8 negres alfil · e8 negres rei · f8 negres alfil · g8 negres cavall · h8 negres torre · a7 negres peó · b7 negres peó · c7 negres peó · d7 negres peó · f7 negres peó · g7 negres peó · h7 negres peó · e5 negres peó · g4 blanques peó · h4 negres dama · f3 blanques peó · a2 blanques peó · b2 blanques peó · c2 blanques peó · d2 blanques peó · e2 blanques peó · h2 blanques peó · a1 blanques torre · b1 blanques cavall · c1 blanques alfil · d1 blanques dama · e1 blanques rei · f1 blanques alfil · g1 blanques cavall · h1 blanques torre | 7 |
| 6 | a8 negres torre · b8 negres cavall · c8 negres alfil · e8 negres rei · f8 negres alfil · g8 negres cavall · h8 negres torre · a7 negres peó · b7 negres peó · c7 negres peó · d7 negres peó · f7 negres peó · g7 negres peó · h7 negres peó · e5 negres peó · g4 blanques peó · h4 negres dama · f3 blanques peó · a2 blanques peó · b2 blanques peó · c2 blanques peó · d2 blanques peó · e2 blanques peó · h2 blanques peó · a1 blanques torre · b1 blanques cavall · c1 blanques alfil · d1 blanques dama · e1 blanques rei · f1 blanques alfil · g1 blanques cavall · h1 blanques torre | a8 negres torre · b8 negres cavall · c8 negres alfil · e8 negres rei · f8 negres alfil · g8 negres cavall · h8 negres torre · a7 negres peó · b7 negres peó · c7 negres peó · d7 negres peó · f7 negres peó · g7 negres peó · h7 negres peó · e5 negres peó · g4 blanques peó · h4 negres dama · f3 blanques peó · a2 blanques peó · b2 blanques peó · c2 blanques peó · d2 blanques peó · e2 blanques peó · h2 blanques peó · a1 blanques torre · b1 blanques cavall · c1 blanques alfil · d1 blanques dama · e1 blanques rei · f1 blanques alfil · g1 blanques cavall · h1 blanques torre | a8 negres torre · b8 negres cavall · c8 negres alfil · e8 negres rei · f8 negres alfil · g8 negres cavall · h8 negres torre · a7 negres peó · b7 negres peó · c7 negres peó · d7 negres peó · f7 negres peó · g7 negres peó · h7 negres peó · e5 negres peó · g4 blanques peó · h4 negres dama · f3 blanques peó · a2 blanques peó · b2 blanques peó · c2 blanques peó · d2 blanques peó · e2 blanques peó · h2 blanques peó · a1 blanques torre · b1 blanques cavall · c1 blanques alfil · d1 blanques dama · e1 blanques rei · f1 blanques alfil · g1 blanques cavall · h1 blanques torre | a8 negres torre · b8 negres cavall · c8 negres alfil · e8 negres rei · f8 negres alfil · g8 negres cavall · h8 negres torre · a7 negres peó · b7 negres peó · c7 negres peó · d7 negres peó · f7 negres peó · g7 negres peó · h7 negres peó · e5 negres peó · g4 blanques peó · h4 negres dama · f3 blanques peó · a2 blanques peó · b2 blanques peó · c2 blanques peó · d2 blanques peó · e2 blanques peó · h2 blanques peó · a1 blanques torre · b1 blanques cavall · c1 blanques alfil · d1 blanques dama · e1 blanques rei · f1 blanques alfil · g1 blanques cavall · h1 blanques torre | a8 negres torre · b8 negres cavall · c8 negres alfil · e8 negres rei · f8 negres alfil · g8 negres cavall · h8 negres torre · a7 negres peó · b7 negres peó · c7 negres peó · d7 negres peó · f7 negres peó · g7 negres peó · h7 negres peó · e5 negres peó · g4 blanques peó · h4 negres dama · f3 blanques peó · a2 blanques peó · b2 blanques peó · c2 blanques peó · d2 blanques peó · e2 blanques peó · h2 blanques peó · a1 blanques torre · b1 blanques cavall · c1 blanques alfil · d1 blanques dama · e1 blanques rei · f1 blanques alfil · g1 blanques cavall · h1 blanques torre | a8 negres torre · b8 negres cavall · c8 negres alfil · e8 negres rei · f8 negres alfil · g8 negres cavall · h8 negres torre · a7 negres peó · b7 negres peó · c7 negres peó · d7 negres peó · f7 negres peó · g7 negres peó · h7 negres peó · e5 negres peó · g4 blanques peó · h4 negres dama · f3 blanques peó · a2 blanques peó · b2 blanques peó · c2 blanques peó · d2 blanques peó · e2 blanques peó · h2 blanques peó · a1 blanques torre · b1 blanques cavall · c1 blanques alfil · d1 blanques dama · e1 blanques rei · f1 blanques alfil · g1 blanques cavall · h1 blanques torre | a8 negres torre · b8 negres cavall · c8 negres alfil · e8 negres rei · f8 negres alfil · g8 negres cavall · h8 negres torre · a7 negres peó · b7 negres peó · c7 negres peó · d7 negres peó · f7 negres peó · g7 negres peó · h7 negres peó · e5 negres peó · g4 blanques peó · h4 negres dama · f3 blanques peó · a2 blanques peó · b2 blanques peó · c2 blanques peó · d2 blanques peó · e2 blanques peó · h2 blanques peó · a1 blanques torre · b1 blanques cavall · c1 blanques alfil · d1 blanques dama · e1 blanques rei · f1 blanques alfil · g1 blanques cavall · h1 blanques torre | a8 negres torre · b8 negres cavall · c8 negres alfil · e8 negres rei · f8 negres alfil · g8 negres cavall · h8 negres torre · a7 negres peó · b7 negres peó · c7 negres peó · d7 negres peó · f7 negres peó · g7 negres peó · h7 negres peó · e5 negres peó · g4 blanques peó · h4 negres dama · f3 blanques peó · a2 blanques peó · b2 blanques peó · c2 blanques peó · d2 blanques peó · e2 blanques peó · h2 blanques peó · a1 blanques torre · b1 blanques cavall · c1 blanques alfil · d1 blanques dama · e1 blanques rei · f1 blanques alfil · g1 blanques cavall · h1 blanques torre | 6 |
| 5 | a8 negres torre · b8 negres cavall · c8 negres alfil · e8 negres rei · f8 negres alfil · g8 negres cavall · h8 negres torre · a7 negres peó · b7 negres peó · c7 negres peó · d7 negres peó · f7 negres peó · g7 negres peó · h7 negres peó · e5 negres peó · g4 blanques peó · h4 negres dama · f3 blanques peó · a2 blanques peó · b2 blanques peó · c2 blanques peó · d2 blanques peó · e2 blanques peó · h2 blanques peó · a1 blanques torre · b1 blanques cavall · c1 blanques alfil · d1 blanques dama · e1 blanques rei · f1 blanques alfil · g1 blanques cavall · h1 blanques torre | a8 negres torre · b8 negres cavall · c8 negres alfil · e8 negres rei · f8 negres alfil · g8 negres cavall · h8 negres torre · a7 negres peó · b7 negres peó · c7 negres peó · d7 negres peó · f7 negres peó · g7 negres peó · h7 negres peó · e5 negres peó · g4 blanques peó · h4 negres dama · f3 blanques peó · a2 blanques peó · b2 blanques peó · c2 blanques peó · d2 blanques peó · e2 blanques peó · h2 blanques peó · a1 blanques torre · b1 blanques cavall · c1 blanques alfil · d1 blanques dama · e1 blanques rei · f1 blanques alfil · g1 blanques cavall · h1 blanques torre | a8 negres torre · b8 negres cavall · c8 negres alfil · e8 negres rei · f8 negres alfil · g8 negres cavall · h8 negres torre · a7 negres peó · b7 negres peó · c7 negres peó · d7 negres peó · f7 negres peó · g7 negres peó · h7 negres peó · e5 negres peó · g4 blanques peó · h4 negres dama · f3 blanques peó · a2 blanques peó · b2 blanques peó · c2 blanques peó · d2 blanques peó · e2 blanques peó · h2 blanques peó · a1 blanques torre · b1 blanques cavall · c1 blanques alfil · d1 blanques dama · e1 blanques rei · f1 blanques alfil · g1 blanques cavall · h1 blanques torre | a8 negres torre · b8 negres cavall · c8 negres alfil · e8 negres rei · f8 negres alfil · g8 negres cavall · h8 negres torre · a7 negres peó · b7 negres peó · c7 negres peó · d7 negres peó · f7 negres peó · g7 negres peó · h7 negres peó · e5 negres peó · g4 blanques peó · h4 negres dama · f3 blanques peó · a2 blanques peó · b2 blanques peó · c2 blanques peó · d2 blanques peó · e2 blanques peó · h2 blanques peó · a1 blanques torre · b1 blanques cavall · c1 blanques alfil · d1 blanques dama · e1 blanques rei · f1 blanques alfil · g1 blanques cavall · h1 blanques torre | a8 negres torre · b8 negres cavall · c8 negres alfil · e8 negres rei · f8 negres alfil · g8 negres cavall · h8 negres torre · a7 negres peó · b7 negres peó · c7 negres peó · d7 negres peó · f7 negres peó · g7 negres peó · h7 negres peó · e5 negres peó · g4 blanques peó · h4 negres dama · f3 blanques peó · a2 blanques peó · b2 blanques peó · c2 blanques peó · d2 blanques peó · e2 blanques peó · h2 blanques peó · a1 blanques torre · b1 blanques cavall · c1 blanques alfil · d1 blanques dama · e1 blanques rei · f1 blanques alfil · g1 blanques cavall · h1 blanques torre | a8 negres torre · b8 negres cavall · c8 negres alfil · e8 negres rei · f8 negres alfil · g8 negres cavall · h8 negres torre · a7 negres peó · b7 negres peó · c7 negres peó · d7 negres peó · f7 negres peó · g7 negres peó · h7 negres peó · e5 negres peó · g4 blanques peó · h4 negres dama · f3 blanques peó · a2 blanques peó · b2 blanques peó · c2 blanques peó · d2 blanques peó · e2 blanques peó · h2 blanques peó · a1 blanques torre · b1 blanques cavall · c1 blanques alfil · d1 blanques dama · e1 blanques rei · f1 blanques alfil · g1 blanques cavall · h1 blanques torre | a8 negres torre · b8 negres cavall · c8 negres alfil · e8 negres rei · f8 negres alfil · g8 negres cavall · h8 negres torre · a7 negres peó · b7 negres peó · c7 negres peó · d7 negres peó · f7 negres peó · g7 negres peó · h7 negres peó · e5 negres peó · g4 blanques peó · h4 negres dama · f3 blanques peó · a2 blanques peó · b2 blanques peó · c2 blanques peó · d2 blanques peó · e2 blanques peó · h2 blanques peó · a1 blanques torre · b1 blanques cavall · c1 blanques alfil · d1 blanques dama · e1 blanques rei · f1 blanques alfil · g1 blanques cavall · h1 blanques torre | a8 negres torre · b8 negres cavall · c8 negres alfil · e8 negres rei · f8 negres alfil · g8 negres cavall · h8 negres torre · a7 negres peó · b7 negres peó · c7 negres peó · d7 negres peó · f7 negres peó · g7 negres peó · h7 negres peó · e5 negres peó · g4 blanques peó · h4 negres dama · f3 blanques peó · a2 blanques peó · b2 blanques peó · c2 blanques peó · d2 blanques peó · e2 blanques peó · h2 blanques peó · a1 blanques torre · b1 blanques cavall · c1 blanques alfil · d1 blanques dama · e1 blanques rei · f1 blanques alfil · g1 blanques cavall · h1 blanques torre | 5 |
| 4 | a8 negres torre · b8 negres cavall · c8 negres alfil · e8 negres rei · f8 negres alfil · g8 negres cavall · h8 negres torre · a7 negres peó · b7 negres peó · c7 negres peó · d7 negres peó · f7 negres peó · g7 negres peó · h7 negres peó · e5 negres peó · g4 blanques peó · h4 negres dama · f3 blanques peó · a2 blanques peó · b2 blanques peó · c2 blanques peó · d2 blanques peó · e2 blanques peó · h2 blanques peó · a1 blanques torre · b1 blanques cavall · c1 blanques alfil · d1 blanques dama · e1 blanques rei · f1 blanques alfil · g1 blanques cavall · h1 blanques torre | a8 negres torre · b8 negres cavall · c8 negres alfil · e8 negres rei · f8 negres alfil · g8 negres cavall · h8 negres torre · a7 negres peó · b7 negres peó · c7 negres peó · d7 negres peó · f7 negres peó · g7 negres peó · h7 negres peó · e5 negres peó · g4 blanques peó · h4 negres dama · f3 blanques peó · a2 blanques peó · b2 blanques peó · c2 blanques peó · d2 blanques peó · e2 blanques peó · h2 blanques peó · a1 blanques torre · b1 blanques cavall · c1 blanques alfil · d1 blanques dama · e1 blanques rei · f1 blanques alfil · g1 blanques cavall · h1 blanques torre | a8 negres torre · b8 negres cavall · c8 negres alfil · e8 negres rei · f8 negres alfil · g8 negres cavall · h8 negres torre · a7 negres peó · b7 negres peó · c7 negres peó · d7 negres peó · f7 negres peó · g7 negres peó · h7 negres peó · e5 negres peó · g4 blanques peó · h4 negres dama · f3 blanques peó · a2 blanques peó · b2 blanques peó · c2 blanques peó · d2 blanques peó · e2 blanques peó · h2 blanques peó · a1 blanques torre · b1 blanques cavall · c1 blanques alfil · d1 blanques dama · e1 blanques rei · f1 blanques alfil · g1 blanques cavall · h1 blanques torre | a8 negres torre · b8 negres cavall · c8 negres alfil · e8 negres rei · f8 negres alfil · g8 negres cavall · h8 negres torre · a7 negres peó · b7 negres peó · c7 negres peó · d7 negres peó · f7 negres peó · g7 negres peó · h7 negres peó · e5 negres peó · g4 blanques peó · h4 negres dama · f3 blanques peó · a2 blanques peó · b2 blanques peó · c2 blanques peó · d2 blanques peó · e2 blanques peó · h2 blanques peó · a1 blanques torre · b1 blanques cavall · c1 blanques alfil · d1 blanques dama · e1 blanques rei · f1 blanques alfil · g1 blanques cavall · h1 blanques torre | a8 negres torre · b8 negres cavall · c8 negres alfil · e8 negres rei · f8 negres alfil · g8 negres cavall · h8 negres torre · a7 negres peó · b7 negres peó · c7 negres peó · d7 negres peó · f7 negres peó · g7 negres peó · h7 negres peó · e5 negres peó · g4 blanques peó · h4 negres dama · f3 blanques peó · a2 blanques peó · b2 blanques peó · c2 blanques peó · d2 blanques peó · e2 blanques peó · h2 blanques peó · a1 blanques torre · b1 blanques cavall · c1 blanques alfil · d1 blanques dama · e1 blanques rei · f1 blanques alfil · g1 blanques cavall · h1 blanques torre | a8 negres torre · b8 negres cavall · c8 negres alfil · e8 negres rei · f8 negres alfil · g8 negres cavall · h8 negres torre · a7 negres peó · b7 negres peó · c7 negres peó · d7 negres peó · f7 negres peó · g7 negres peó · h7 negres peó · e5 negres peó · g4 blanques peó · h4 negres dama · f3 blanques peó · a2 blanques peó · b2 blanques peó · c2 blanques peó · d2 blanques peó · e2 blanques peó · h2 blanques peó · a1 blanques torre · b1 blanques cavall · c1 blanques alfil · d1 blanques dama · e1 blanques rei · f1 blanques alfil · g1 blanques cavall · h1 blanques torre | a8 negres torre · b8 negres cavall · c8 negres alfil · e8 negres rei · f8 negres alfil · g8 negres cavall · h8 negres torre · a7 negres peó · b7 negres peó · c7 negres peó · d7 negres peó · f7 negres peó · g7 negres peó · h7 negres peó · e5 negres peó · g4 blanques peó · h4 negres dama · f3 blanques peó · a2 blanques peó · b2 blanques peó · c2 blanques peó · d2 blanques peó · e2 blanques peó · h2 blanques peó · a1 blanques torre · b1 blanques cavall · c1 blanques alfil · d1 blanques dama · e1 blanques rei · f1 blanques alfil · g1 blanques cavall · h1 blanques torre | a8 negres torre · b8 negres cavall · c8 negres alfil · e8 negres rei · f8 negres alfil · g8 negres cavall · h8 negres torre · a7 negres peó · b7 negres peó · c7 negres peó · d7 negres peó · f7 negres peó · g7 negres peó · h7 negres peó · e5 negres peó · g4 blanques peó · h4 negres dama · f3 blanques peó · a2 blanques peó · b2 blanques peó · c2 blanques peó · d2 blanques peó · e2 blanques peó · h2 blanques peó · a1 blanques torre · b1 blanques cavall · c1 blanques alfil · d1 blanques dama · e1 blanques rei · f1 blanques alfil · g1 blanques cavall · h1 blanques torre | 4 |
| 3 | a8 negres torre · b8 negres cavall · c8 negres alfil · e8 negres rei · f8 negres alfil · g8 negres cavall · h8 negres torre · a7 negres peó · b7 negres peó · c7 negres peó · d7 negres peó · f7 negres peó · g7 negres peó · h7 negres peó · e5 negres peó · g4 blanques peó · h4 negres dama · f3 blanques peó · a2 blanques peó · b2 blanques peó · c2 blanques peó · d2 blanques peó · e2 blanques peó · h2 blanques peó · a1 blanques torre · b1 blanques cavall · c1 blanques alfil · d1 blanques dama · e1 blanques rei · f1 blanques alfil · g1 blanques cavall · h1 blanques torre | a8 negres torre · b8 negres cavall · c8 negres alfil · e8 negres rei · f8 negres alfil · g8 negres cavall · h8 negres torre · a7 negres peó · b7 negres peó · c7 negres peó · d7 negres peó · f7 negres peó · g7 negres peó · h7 negres peó · e5 negres peó · g4 blanques peó · h4 negres dama · f3 blanques peó · a2 blanques peó · b2 blanques peó · c2 blanques peó · d2 blanques peó · e2 blanques peó · h2 blanques peó · a1 blanques torre · b1 blanques cavall · c1 blanques alfil · d1 blanques dama · e1 blanques rei · f1 blanques alfil · g1 blanques cavall · h1 blanques torre | a8 negres torre · b8 negres cavall · c8 negres alfil · e8 negres rei · f8 negres alfil · g8 negres cavall · h8 negres torre · a7 negres peó · b7 negres peó · c7 negres peó · d7 negres peó · f7 negres peó · g7 negres peó · h7 negres peó · e5 negres peó · g4 blanques peó · h4 negres dama · f3 blanques peó · a2 blanques peó · b2 blanques peó · c2 blanques peó · d2 blanques peó · e2 blanques peó · h2 blanques peó · a1 blanques torre · b1 blanques cavall · c1 blanques alfil · d1 blanques dama · e1 blanques rei · f1 blanques alfil · g1 blanques cavall · h1 blanques torre | a8 negres torre · b8 negres cavall · c8 negres alfil · e8 negres rei · f8 negres alfil · g8 negres cavall · h8 negres torre · a7 negres peó · b7 negres peó · c7 negres peó · d7 negres peó · f7 negres peó · g7 negres peó · h7 negres peó · e5 negres peó · g4 blanques peó · h4 negres dama · f3 blanques peó · a2 blanques peó · b2 blanques peó · c2 blanques peó · d2 blanques peó · e2 blanques peó · h2 blanques peó · a1 blanques torre · b1 blanques cavall · c1 blanques alfil · d1 blanques dama · e1 blanques rei · f1 blanques alfil · g1 blanques cavall · h1 blanques torre | a8 negres torre · b8 negres cavall · c8 negres alfil · e8 negres rei · f8 negres alfil · g8 negres cavall · h8 negres torre · a7 negres peó · b7 negres peó · c7 negres peó · d7 negres peó · f7 negres peó · g7 negres peó · h7 negres peó · e5 negres peó · g4 blanques peó · h4 negres dama · f3 blanques peó · a2 blanques peó · b2 blanques peó · c2 blanques peó · d2 blanques peó · e2 blanques peó · h2 blanques peó · a1 blanques torre · b1 blanques cavall · c1 blanques alfil · d1 blanques dama · e1 blanques rei · f1 blanques alfil · g1 blanques cavall · h1 blanques torre | a8 negres torre · b8 negres cavall · c8 negres alfil · e8 negres rei · f8 negres alfil · g8 negres cavall · h8 negres torre · a7 negres peó · b7 negres peó · c7 negres peó · d7 negres peó · f7 negres peó · g7 negres peó · h7 negres peó · e5 negres peó · g4 blanques peó · h4 negres dama · f3 blanques peó · a2 blanques peó · b2 blanques peó · c2 blanques peó · d2 blanques peó · e2 blanques peó · h2 blanques peó · a1 blanques torre · b1 blanques cavall · c1 blanques alfil · d1 blanques dama · e1 blanques rei · f1 blanques alfil · g1 blanques cavall · h1 blanques torre | a8 negres torre · b8 negres cavall · c8 negres alfil · e8 negres rei · f8 negres alfil · g8 negres cavall · h8 negres torre · a7 negres peó · b7 negres peó · c7 negres peó · d7 negres peó · f7 negres peó · g7 negres peó · h7 negres peó · e5 negres peó · g4 blanques peó · h4 negres dama · f3 blanques peó · a2 blanques peó · b2 blanques peó · c2 blanques peó · d2 blanques peó · e2 blanques peó · h2 blanques peó · a1 blanques torre · b1 blanques cavall · c1 blanques alfil · d1 blanques dama · e1 blanques rei · f1 blanques alfil · g1 blanques cavall · h1 blanques torre | a8 negres torre · b8 negres cavall · c8 negres alfil · e8 negres rei · f8 negres alfil · g8 negres cavall · h8 negres torre · a7 negres peó · b7 negres peó · c7 negres peó · d7 negres peó · f7 negres peó · g7 negres peó · h7 negres peó · e5 negres peó · g4 blanques peó · h4 negres dama · f3 blanques peó · a2 blanques peó · b2 blanques peó · c2 blanques peó · d2 blanques peó · e2 blanques peó · h2 blanques peó · a1 blanques torre · b1 blanques cavall · c1 blanques alfil · d1 blanques dama · e1 blanques rei · f1 blanques alfil · g1 blanques cavall · h1 blanques torre | 3 |
| 2 | a8 negres torre · b8 negres cavall · c8 negres alfil · e8 negres rei · f8 negres alfil · g8 negres cavall · h8 negres torre · a7 negres peó · b7 negres peó · c7 negres peó · d7 negres peó · f7 negres peó · g7 negres peó · h7 negres peó · e5 negres peó · g4 blanques peó · h4 negres dama · f3 blanques peó · a2 blanques peó · b2 blanques peó · c2 blanques peó · d2 blanques peó · e2 blanques peó · h2 blanques peó · a1 blanques torre · b1 blanques cavall · c1 blanques alfil · d1 blanques dama · e1 blanques rei · f1 blanques alfil · g1 blanques cavall · h1 blanques torre | a8 negres torre · b8 negres cavall · c8 negres alfil · e8 negres rei · f8 negres alfil · g8 negres cavall · h8 negres torre · a7 negres peó · b7 negres peó · c7 negres peó · d7 negres peó · f7 negres peó · g7 negres peó · h7 negres peó · e5 negres peó · g4 blanques peó · h4 negres dama · f3 blanques peó · a2 blanques peó · b2 blanques peó · c2 blanques peó · d2 blanques peó · e2 blanques peó · h2 blanques peó · a1 blanques torre · b1 blanques cavall · c1 blanques alfil · d1 blanques dama · e1 blanques rei · f1 blanques alfil · g1 blanques cavall · h1 blanques torre | a8 negres torre · b8 negres cavall · c8 negres alfil · e8 negres rei · f8 negres alfil · g8 negres cavall · h8 negres torre · a7 negres peó · b7 negres peó · c7 negres peó · d7 negres peó · f7 negres peó · g7 negres peó · h7 negres peó · e5 negres peó · g4 blanques peó · h4 negres dama · f3 blanques peó · a2 blanques peó · b2 blanques peó · c2 blanques peó · d2 blanques peó · e2 blanques peó · h2 blanques peó · a1 blanques torre · b1 blanques cavall · c1 blanques alfil · d1 blanques dama · e1 blanques rei · f1 blanques alfil · g1 blanques cavall · h1 blanques torre | a8 negres torre · b8 negres cavall · c8 negres alfil · e8 negres rei · f8 negres alfil · g8 negres cavall · h8 negres torre · a7 negres peó · b7 negres peó · c7 negres peó · d7 negres peó · f7 negres peó · g7 negres peó · h7 negres peó · e5 negres peó · g4 blanques peó · h4 negres dama · f3 blanques peó · a2 blanques peó · b2 blanques peó · c2 blanques peó · d2 blanques peó · e2 blanques peó · h2 blanques peó · a1 blanques torre · b1 blanques cavall · c1 blanques alfil · d1 blanques dama · e1 blanques rei · f1 blanques alfil · g1 blanques cavall · h1 blanques torre | a8 negres torre · b8 negres cavall · c8 negres alfil · e8 negres rei · f8 negres alfil · g8 negres cavall · h8 negres torre · a7 negres peó · b7 negres peó · c7 negres peó · d7 negres peó · f7 negres peó · g7 negres peó · h7 negres peó · e5 negres peó · g4 blanques peó · h4 negres dama · f3 blanques peó · a2 blanques peó · b2 blanques peó · c2 blanques peó · d2 blanques peó · e2 blanques peó · h2 blanques peó · a1 blanques torre · b1 blanques cavall · c1 blanques alfil · d1 blanques dama · e1 blanques rei · f1 blanques alfil · g1 blanques cavall · h1 blanques torre | a8 negres torre · b8 negres cavall · c8 negres alfil · e8 negres rei · f8 negres alfil · g8 negres cavall · h8 negres torre · a7 negres peó · b7 negres peó · c7 negres peó · d7 negres peó · f7 negres peó · g7 negres peó · h7 negres peó · e5 negres peó · g4 blanques peó · h4 negres dama · f3 blanques peó · a2 blanques peó · b2 blanques peó · c2 blanques peó · d2 blanques peó · e2 blanques peó · h2 blanques peó · a1 blanques torre · b1 blanques cavall · c1 blanques alfil · d1 blanques dama · e1 blanques rei · f1 blanques alfil · g1 blanques cavall · h1 blanques torre | a8 negres torre · b8 negres cavall · c8 negres alfil · e8 negres rei · f8 negres alfil · g8 negres cavall · h8 negres torre · a7 negres peó · b7 negres peó · c7 negres peó · d7 negres peó · f7 negres peó · g7 negres peó · h7 negres peó · e5 negres peó · g4 blanques peó · h4 negres dama · f3 blanques peó · a2 blanques peó · b2 blanques peó · c2 blanques peó · d2 blanques peó · e2 blanques peó · h2 blanques peó · a1 blanques torre · b1 blanques cavall · c1 blanques alfil · d1 blanques dama · e1 blanques rei · f1 blanques alfil · g1 blanques cavall · h1 blanques torre | a8 negres torre · b8 negres cavall · c8 negres alfil · e8 negres rei · f8 negres alfil · g8 negres cavall · h8 negres torre · a7 negres peó · b7 negres peó · c7 negres peó · d7 negres peó · f7 negres peó · g7 negres peó · h7 negres peó · e5 negres peó · g4 blanques peó · h4 negres dama · f3 blanques peó · a2 blanques peó · b2 blanques peó · c2 blanques peó · d2 blanques peó · e2 blanques peó · h2 blanques peó · a1 blanques torre · b1 blanques cavall · c1 blanques alfil · d1 blanques dama · e1 blanques rei · f1 blanques alfil · g1 blanques cavall · h1 blanques torre | 2 |
| 1 | a8 negres torre · b8 negres cavall · c8 negres alfil · e8 negres rei · f8 negres alfil · g8 negres cavall · h8 negres torre · a7 negres peó · b7 negres peó · c7 negres peó · d7 negres peó · f7 negres peó · g7 negres peó · h7 negres peó · e5 negres peó · g4 blanques peó · h4 negres dama · f3 blanques peó · a2 blanques peó · b2 blanques peó · c2 blanques peó · d2 blanques peó · e2 blanques peó · h2 blanques peó · a1 blanques torre · b1 blanques cavall · c1 blanques alfil · d1 blanques dama · e1 blanques rei · f1 blanques alfil · g1 blanques cavall · h1 blanques torre | a8 negres torre · b8 negres cavall · c8 negres alfil · e8 negres rei · f8 negres alfil · g8 negres cavall · h8 negres torre · a7 negres peó · b7 negres peó · c7 negres peó · d7 negres peó · f7 negres peó · g7 negres peó · h7 negres peó · e5 negres peó · g4 blanques peó · h4 negres dama · f3 blanques peó · a2 blanques peó · b2 blanques peó · c2 blanques peó · d2 blanques peó · e2 blanques peó · h2 blanques peó · a1 blanques torre · b1 blanques cavall · c1 blanques alfil · d1 blanques dama · e1 blanques rei · f1 blanques alfil · g1 blanques cavall · h1 blanques torre | a8 negres torre · b8 negres cavall · c8 negres alfil · e8 negres rei · f8 negres alfil · g8 negres cavall · h8 negres torre · a7 negres peó · b7 negres peó · c7 negres peó · d7 negres peó · f7 negres peó · g7 negres peó · h7 negres peó · e5 negres peó · g4 blanques peó · h4 negres dama · f3 blanques peó · a2 blanques peó · b2 blanques peó · c2 blanques peó · d2 blanques peó · e2 blanques peó · h2 blanques peó · a1 blanques torre · b1 blanques cavall · c1 blanques alfil · d1 blanques dama · e1 blanques rei · f1 blanques alfil · g1 blanques cavall · h1 blanques torre | a8 negres torre · b8 negres cavall · c8 negres alfil · e8 negres rei · f8 negres alfil · g8 negres cavall · h8 negres torre · a7 negres peó · b7 negres peó · c7 negres peó · d7 negres peó · f7 negres peó · g7 negres peó · h7 negres peó · e5 negres peó · g4 blanques peó · h4 negres dama · f3 blanques peó · a2 blanques peó · b2 blanques peó · c2 blanques peó · d2 blanques peó · e2 blanques peó · h2 blanques peó · a1 blanques torre · b1 blanques cavall · c1 blanques alfil · d1 blanques dama · e1 blanques rei · f1 blanques alfil · g1 blanques cavall · h1 blanques torre | a8 negres torre · b8 negres cavall · c8 negres alfil · e8 negres rei · f8 negres alfil · g8 negres cavall · h8 negres torre · a7 negres peó · b7 negres peó · c7 negres peó · d7 negres peó · f7 negres peó · g7 negres peó · h7 negres peó · e5 negres peó · g4 blanques peó · h4 negres dama · f3 blanques peó · a2 blanques peó · b2 blanques peó · c2 blanques peó · d2 blanques peó · e2 blanques peó · h2 blanques peó · a1 blanques torre · b1 blanques cavall · c1 blanques alfil · d1 blanques dama · e1 blanques rei · f1 blanques alfil · g1 blanques cavall · h1 blanques torre | a8 negres torre · b8 negres cavall · c8 negres alfil · e8 negres rei · f8 negres alfil · g8 negres cavall · h8 negres torre · a7 negres peó · b7 negres peó · c7 negres peó · d7 negres peó · f7 negres peó · g7 negres peó · h7 negres peó · e5 negres peó · g4 blanques peó · h4 negres dama · f3 blanques peó · a2 blanques peó · b2 blanques peó · c2 blanques peó · d2 blanques peó · e2 blanques peó · h2 blanques peó · a1 blanques torre · b1 blanques cavall · c1 blanques alfil · d1 blanques dama · e1 blanques rei · f1 blanques alfil · g1 blanques cavall · h1 blanques torre | a8 negres torre · b8 negres cavall · c8 negres alfil · e8 negres rei · f8 negres alfil · g8 negres cavall · h8 negres torre · a7 negres peó · b7 negres peó · c7 negres peó · d7 negres peó · f7 negres peó · g7 negres peó · h7 negres peó · e5 negres peó · g4 blanques peó · h4 negres dama · f3 blanques peó · a2 blanques peó · b2 blanques peó · c2 blanques peó · d2 blanques peó · e2 blanques peó · h2 blanques peó · a1 blanques torre · b1 blanques cavall · c1 blanques alfil · d1 blanques dama · e1 blanques rei · f1 blanques alfil · g1 blanques cavall · h1 blanques torre | a8 negres torre · b8 negres cavall · c8 negres alfil · e8 negres rei · f8 negres alfil · g8 negres cavall · h8 negres torre · a7 negres peó · b7 negres peó · c7 negres peó · d7 negres peó · f7 negres peó · g7 negres peó · h7 negres peó · e5 negres peó · g4 blanques peó · h4 negres dama · f3 blanques peó · a2 blanques peó · b2 blanques peó · c2 blanques peó · d2 blanques peó · e2 blanques peó · h2 blanques peó · a1 blanques torre · b1 blanques cavall · c1 blanques alfil · d1 blanques dama · e1 blanques rei · f1 blanques alfil · g1 blanques cavall · h1 blanques torre | 1 |
|   | a | b | c | d | e | f | g | h |   |

|   | a | b | c | d | e | f | g | h |   |
| 8 | b8 blanques dama · f7 negres peó · g7 negres rei · c6 negres peó · g6 negres peó · b5 negres peó · e5 blanques cavall · h5 negres peó · b4 negres alfil · h4 blanques peó · b3 negres alfil · c3 negres cavall · c2 negres torre · g2 blanques peó · c1 blanques rei | b8 blanques dama · f7 negres peó · g7 negres rei · c6 negres peó · g6 negres peó · b5 negres peó · e5 blanques cavall · h5 negres peó · b4 negres alfil · h4 blanques peó · b3 negres alfil · c3 negres cavall · c2 negres torre · g2 blanques peó · c1 blanques rei | b8 blanques dama · f7 negres peó · g7 negres rei · c6 negres peó · g6 negres peó · b5 negres peó · e5 blanques cavall · h5 negres peó · b4 negres alfil · h4 blanques peó · b3 negres alfil · c3 negres cavall · c2 negres torre · g2 blanques peó · c1 blanques rei | b8 blanques dama · f7 negres peó · g7 negres rei · c6 negres peó · g6 negres peó · b5 negres peó · e5 blanques cavall · h5 negres peó · b4 negres alfil · h4 blanques peó · b3 negres alfil · c3 negres cavall · c2 negres torre · g2 blanques peó · c1 blanques rei | b8 blanques dama · f7 negres peó · g7 negres rei · c6 negres peó · g6 negres peó · b5 negres peó · e5 blanques cavall · h5 negres peó · b4 negres alfil · h4 blanques peó · b3 negres alfil · c3 negres cavall · c2 negres torre · g2 blanques peó · c1 blanques rei | b8 blanques dama · f7 negres peó · g7 negres rei · c6 negres peó · g6 negres peó · b5 negres peó · e5 blanques cavall · h5 negres peó · b4 negres alfil · h4 blanques peó · b3 negres alfil · c3 negres cavall · c2 negres torre · g2 blanques peó · c1 blanques rei | b8 blanques dama · f7 negres peó · g7 negres rei · c6 negres peó · g6 negres peó · b5 negres peó · e5 blanques cavall · h5 negres peó · b4 negres alfil · h4 blanques peó · b3 negres alfil · c3 negres cavall · c2 negres torre · g2 blanques peó · c1 blanques rei | b8 blanques dama · f7 negres peó · g7 negres rei · c6 negres peó · g6 negres peó · b5 negres peó · e5 blanques cavall · h5 negres peó · b4 negres alfil · h4 blanques peó · b3 negres alfil · c3 negres cavall · c2 negres torre · g2 blanques peó · c1 blanques rei | 8 |
| 7 | b8 blanques dama · f7 negres peó · g7 negres rei · c6 negres peó · g6 negres peó · b5 negres peó · e5 blanques cavall · h5 negres peó · b4 negres alfil · h4 blanques peó · b3 negres alfil · c3 negres cavall · c2 negres torre · g2 blanques peó · c1 blanques rei | b8 blanques dama · f7 negres peó · g7 negres rei · c6 negres peó · g6 negres peó · b5 negres peó · e5 blanques cavall · h5 negres peó · b4 negres alfil · h4 blanques peó · b3 negres alfil · c3 negres cavall · c2 negres torre · g2 blanques peó · c1 blanques rei | b8 blanques dama · f7 negres peó · g7 negres rei · c6 negres peó · g6 negres peó · b5 negres peó · e5 blanques cavall · h5 negres peó · b4 negres alfil · h4 blanques peó · b3 negres alfil · c3 negres cavall · c2 negres torre · g2 blanques peó · c1 blanques rei | b8 blanques dama · f7 negres peó · g7 negres rei · c6 negres peó · g6 negres peó · b5 negres peó · e5 blanques cavall · h5 negres peó · b4 negres alfil · h4 blanques peó · b3 negres alfil · c3 negres cavall · c2 negres torre · g2 blanques peó · c1 blanques rei | b8 blanques dama · f7 negres peó · g7 negres rei · c6 negres peó · g6 negres peó · b5 negres peó · e5 blanques cavall · h5 negres peó · b4 negres alfil · h4 blanques peó · b3 negres alfil · c3 negres cavall · c2 negres torre · g2 blanques peó · c1 blanques rei | b8 blanques dama · f7 negres peó · g7 negres rei · c6 negres peó · g6 negres peó · b5 negres peó · e5 blanques cavall · h5 negres peó · b4 negres alfil · h4 blanques peó · b3 negres alfil · c3 negres cavall · c2 negres torre · g2 blanques peó · c1 blanques rei | b8 blanques dama · f7 negres peó · g7 negres rei · c6 negres peó · g6 negres peó · b5 negres peó · e5 blanques cavall · h5 negres peó · b4 negres alfil · h4 blanques peó · b3 negres alfil · c3 negres cavall · c2 negres torre · g2 blanques peó · c1 blanques rei | b8 blanques dama · f7 negres peó · g7 negres rei · c6 negres peó · g6 negres peó · b5 negres peó · e5 blanques cavall · h5 negres peó · b4 negres alfil · h4 blanques peó · b3 negres alfil · c3 negres cavall · c2 negres torre · g2 blanques peó · c1 blanques rei | 7 |
| 6 | b8 blanques dama · f7 negres peó · g7 negres rei · c6 negres peó · g6 negres peó · b5 negres peó · e5 blanques cavall · h5 negres peó · b4 negres alfil · h4 blanques peó · b3 negres alfil · c3 negres cavall · c2 negres torre · g2 blanques peó · c1 blanques rei | b8 blanques dama · f7 negres peó · g7 negres rei · c6 negres peó · g6 negres peó · b5 negres peó · e5 blanques cavall · h5 negres peó · b4 negres alfil · h4 blanques peó · b3 negres alfil · c3 negres cavall · c2 negres torre · g2 blanques peó · c1 blanques rei | b8 blanques dama · f7 negres peó · g7 negres rei · c6 negres peó · g6 negres peó · b5 negres peó · e5 blanques cavall · h5 negres peó · b4 negres alfil · h4 blanques peó · b3 negres alfil · c3 negres cavall · c2 negres torre · g2 blanques peó · c1 blanques rei | b8 blanques dama · f7 negres peó · g7 negres rei · c6 negres peó · g6 negres peó · b5 negres peó · e5 blanques cavall · h5 negres peó · b4 negres alfil · h4 blanques peó · b3 negres alfil · c3 negres cavall · c2 negres torre · g2 blanques peó · c1 blanques rei | b8 blanques dama · f7 negres peó · g7 negres rei · c6 negres peó · g6 negres peó · b5 negres peó · e5 blanques cavall · h5 negres peó · b4 negres alfil · h4 blanques peó · b3 negres alfil · c3 negres cavall · c2 negres torre · g2 blanques peó · c1 blanques rei | b8 blanques dama · f7 negres peó · g7 negres rei · c6 negres peó · g6 negres peó · b5 negres peó · e5 blanques cavall · h5 negres peó · b4 negres alfil · h4 blanques peó · b3 negres alfil · c3 negres cavall · c2 negres torre · g2 blanques peó · c1 blanques rei | b8 blanques dama · f7 negres peó · g7 negres rei · c6 negres peó · g6 negres peó · b5 negres peó · e5 blanques cavall · h5 negres peó · b4 negres alfil · h4 blanques peó · b3 negres alfil · c3 negres cavall · c2 negres torre · g2 blanques peó · c1 blanques rei | b8 blanques dama · f7 negres peó · g7 negres rei · c6 negres peó · g6 negres peó · b5 negres peó · e5 blanques cavall · h5 negres peó · b4 negres alfil · h4 blanques peó · b3 negres alfil · c3 negres cavall · c2 negres torre · g2 blanques peó · c1 blanques rei | 6 |
| 5 | b8 blanques dama · f7 negres peó · g7 negres rei · c6 negres peó · g6 negres peó · b5 negres peó · e5 blanques cavall · h5 negres peó · b4 negres alfil · h4 blanques peó · b3 negres alfil · c3 negres cavall · c2 negres torre · g2 blanques peó · c1 blanques rei | b8 blanques dama · f7 negres peó · g7 negres rei · c6 negres peó · g6 negres peó · b5 negres peó · e5 blanques cavall · h5 negres peó · b4 negres alfil · h4 blanques peó · b3 negres alfil · c3 negres cavall · c2 negres torre · g2 blanques peó · c1 blanques rei | b8 blanques dama · f7 negres peó · g7 negres rei · c6 negres peó · g6 negres peó · b5 negres peó · e5 blanques cavall · h5 negres peó · b4 negres alfil · h4 blanques peó · b3 negres alfil · c3 negres cavall · c2 negres torre · g2 blanques peó · c1 blanques rei | b8 blanques dama · f7 negres peó · g7 negres rei · c6 negres peó · g6 negres peó · b5 negres peó · e5 blanques cavall · h5 negres peó · b4 negres alfil · h4 blanques peó · b3 negres alfil · c3 negres cavall · c2 negres torre · g2 blanques peó · c1 blanques rei | b8 blanques dama · f7 negres peó · g7 negres rei · c6 negres peó · g6 negres peó · b5 negres peó · e5 blanques cavall · h5 negres peó · b4 negres alfil · h4 blanques peó · b3 negres alfil · c3 negres cavall · c2 negres torre · g2 blanques peó · c1 blanques rei | b8 blanques dama · f7 negres peó · g7 negres rei · c6 negres peó · g6 negres peó · b5 negres peó · e5 blanques cavall · h5 negres peó · b4 negres alfil · h4 blanques peó · b3 negres alfil · c3 negres cavall · c2 negres torre · g2 blanques peó · c1 blanques rei | b8 blanques dama · f7 negres peó · g7 negres rei · c6 negres peó · g6 negres peó · b5 negres peó · e5 blanques cavall · h5 negres peó · b4 negres alfil · h4 blanques peó · b3 negres alfil · c3 negres cavall · c2 negres torre · g2 blanques peó · c1 blanques rei | b8 blanques dama · f7 negres peó · g7 negres rei · c6 negres peó · g6 negres peó · b5 negres peó · e5 blanques cavall · h5 negres peó · b4 negres alfil · h4 blanques peó · b3 negres alfil · c3 negres cavall · c2 negres torre · g2 blanques peó · c1 blanques rei | 5 |
| 4 | b8 blanques dama · f7 negres peó · g7 negres rei · c6 negres peó · g6 negres peó · b5 negres peó · e5 blanques cavall · h5 negres peó · b4 negres alfil · h4 blanques peó · b3 negres alfil · c3 negres cavall · c2 negres torre · g2 blanques peó · c1 blanques rei | b8 blanques dama · f7 negres peó · g7 negres rei · c6 negres peó · g6 negres peó · b5 negres peó · e5 blanques cavall · h5 negres peó · b4 negres alfil · h4 blanques peó · b3 negres alfil · c3 negres cavall · c2 negres torre · g2 blanques peó · c1 blanques rei | b8 blanques dama · f7 negres peó · g7 negres rei · c6 negres peó · g6 negres peó · b5 negres peó · e5 blanques cavall · h5 negres peó · b4 negres alfil · h4 blanques peó · b3 negres alfil · c3 negres cavall · c2 negres torre · g2 blanques peó · c1 blanques rei | b8 blanques dama · f7 negres peó · g7 negres rei · c6 negres peó · g6 negres peó · b5 negres peó · e5 blanques cavall · h5 negres peó · b4 negres alfil · h4 blanques peó · b3 negres alfil · c3 negres cavall · c2 negres torre · g2 blanques peó · c1 blanques rei | b8 blanques dama · f7 negres peó · g7 negres rei · c6 negres peó · g6 negres peó · b5 negres peó · e5 blanques cavall · h5 negres peó · b4 negres alfil · h4 blanques peó · b3 negres alfil · c3 negres cavall · c2 negres torre · g2 blanques peó · c1 blanques rei | b8 blanques dama · f7 negres peó · g7 negres rei · c6 negres peó · g6 negres peó · b5 negres peó · e5 blanques cavall · h5 negres peó · b4 negres alfil · h4 blanques peó · b3 negres alfil · c3 negres cavall · c2 negres torre · g2 blanques peó · c1 blanques rei | b8 blanques dama · f7 negres peó · g7 negres rei · c6 negres peó · g6 negres peó · b5 negres peó · e5 blanques cavall · h5 negres peó · b4 negres alfil · h4 blanques peó · b3 negres alfil · c3 negres cavall · c2 negres torre · g2 blanques peó · c1 blanques rei | b8 blanques dama · f7 negres peó · g7 negres rei · c6 negres peó · g6 negres peó · b5 negres peó · e5 blanques cavall · h5 negres peó · b4 negres alfil · h4 blanques peó · b3 negres alfil · c3 negres cavall · c2 negres torre · g2 blanques peó · c1 blanques rei | 4 |
| 3 | b8 blanques dama · f7 negres peó · g7 negres rei · c6 negres peó · g6 negres peó · b5 negres peó · e5 blanques cavall · h5 negres peó · b4 negres alfil · h4 blanques peó · b3 negres alfil · c3 negres cavall · c2 negres torre · g2 blanques peó · c1 blanques rei | b8 blanques dama · f7 negres peó · g7 negres rei · c6 negres peó · g6 negres peó · b5 negres peó · e5 blanques cavall · h5 negres peó · b4 negres alfil · h4 blanques peó · b3 negres alfil · c3 negres cavall · c2 negres torre · g2 blanques peó · c1 blanques rei | b8 blanques dama · f7 negres peó · g7 negres rei · c6 negres peó · g6 negres peó · b5 negres peó · e5 blanques cavall · h5 negres peó · b4 negres alfil · h4 blanques peó · b3 negres alfil · c3 negres cavall · c2 negres torre · g2 blanques peó · c1 blanques rei | b8 blanques dama · f7 negres peó · g7 negres rei · c6 negres peó · g6 negres peó · b5 negres peó · e5 blanques cavall · h5 negres peó · b4 negres alfil · h4 blanques peó · b3 negres alfil · c3 negres cavall · c2 negres torre · g2 blanques peó · c1 blanques rei | b8 blanques dama · f7 negres peó · g7 negres rei · c6 negres peó · g6 negres peó · b5 negres peó · e5 blanques cavall · h5 negres peó · b4 negres alfil · h4 blanques peó · b3 negres alfil · c3 negres cavall · c2 negres torre · g2 blanques peó · c1 blanques rei | b8 blanques dama · f7 negres peó · g7 negres rei · c6 negres peó · g6 negres peó · b5 negres peó · e5 blanques cavall · h5 negres peó · b4 negres alfil · h4 blanques peó · b3 negres alfil · c3 negres cavall · c2 negres torre · g2 blanques peó · c1 blanques rei | b8 blanques dama · f7 negres peó · g7 negres rei · c6 negres peó · g6 negres peó · b5 negres peó · e5 blanques cavall · h5 negres peó · b4 negres alfil · h4 blanques peó · b3 negres alfil · c3 negres cavall · c2 negres torre · g2 blanques peó · c1 blanques rei | b8 blanques dama · f7 negres peó · g7 negres rei · c6 negres peó · g6 negres peó · b5 negres peó · e5 blanques cavall · h5 negres peó · b4 negres alfil · h4 blanques peó · b3 negres alfil · c3 negres cavall · c2 negres torre · g2 blanques peó · c1 blanques rei | 3 |
| 2 | b8 blanques dama · f7 negres peó · g7 negres rei · c6 negres peó · g6 negres peó · b5 negres peó · e5 blanques cavall · h5 negres peó · b4 negres alfil · h4 blanques peó · b3 negres alfil · c3 negres cavall · c2 negres torre · g2 blanques peó · c1 blanques rei | b8 blanques dama · f7 negres peó · g7 negres rei · c6 negres peó · g6 negres peó · b5 negres peó · e5 blanques cavall · h5 negres peó · b4 negres alfil · h4 blanques peó · b3 negres alfil · c3 negres cavall · c2 negres torre · g2 blanques peó · c1 blanques rei | b8 blanques dama · f7 negres peó · g7 negres rei · c6 negres peó · g6 negres peó · b5 negres peó · e5 blanques cavall · h5 negres peó · b4 negres alfil · h4 blanques peó · b3 negres alfil · c3 negres cavall · c2 negres torre · g2 blanques peó · c1 blanques rei | b8 blanques dama · f7 negres peó · g7 negres rei · c6 negres peó · g6 negres peó · b5 negres peó · e5 blanques cavall · h5 negres peó · b4 negres alfil · h4 blanques peó · b3 negres alfil · c3 negres cavall · c2 negres torre · g2 blanques peó · c1 blanques rei | b8 blanques dama · f7 negres peó · g7 negres rei · c6 negres peó · g6 negres peó · b5 negres peó · e5 blanques cavall · h5 negres peó · b4 negres alfil · h4 blanques peó · b3 negres alfil · c3 negres cavall · c2 negres torre · g2 blanques peó · c1 blanques rei | b8 blanques dama · f7 negres peó · g7 negres rei · c6 negres peó · g6 negres peó · b5 negres peó · e5 blanques cavall · h5 negres peó · b4 negres alfil · h4 blanques peó · b3 negres alfil · c3 negres cavall · c2 negres torre · g2 blanques peó · c1 blanques rei | b8 blanques dama · f7 negres peó · g7 negres rei · c6 negres peó · g6 negres peó · b5 negres peó · e5 blanques cavall · h5 negres peó · b4 negres alfil · h4 blanques peó · b3 negres alfil · c3 negres cavall · c2 negres torre · g2 blanques peó · c1 blanques rei | b8 blanques dama · f7 negres peó · g7 negres rei · c6 negres peó · g6 negres peó · b5 negres peó · e5 blanques cavall · h5 negres peó · b4 negres alfil · h4 blanques peó · b3 negres alfil · c3 negres cavall · c2 negres torre · g2 blanques peó · c1 blanques rei | 2 |
| 1 | b8 blanques dama · f7 negres peó · g7 negres rei · c6 negres peó · g6 negres peó · b5 negres peó · e5 blanques cavall · h5 negres peó · b4 negres alfil · h4 blanques peó · b3 negres alfil · c3 negres cavall · c2 negres torre · g2 blanques peó · c1 blanques rei | b8 blanques dama · f7 negres peó · g7 negres rei · c6 negres peó · g6 negres peó · b5 negres peó · e5 blanques cavall · h5 negres peó · b4 negres alfil · h4 blanques peó · b3 negres alfil · c3 negres cavall · c2 negres torre · g2 blanques peó · c1 blanques rei | b8 blanques dama · f7 negres peó · g7 negres rei · c6 negres peó · g6 negres peó · b5 negres peó · e5 blanques cavall · h5 negres peó · b4 negres alfil · h4 blanques peó · b3 negres alfil · c3 negres cavall · c2 negres torre · g2 blanques peó · c1 blanques rei | b8 blanques dama · f7 negres peó · g7 negres rei · c6 negres peó · g6 negres peó · b5 negres peó · e5 blanques cavall · h5 negres peó · b4 negres alfil · h4 blanques peó · b3 negres alfil · c3 negres cavall · c2 negres torre · g2 blanques peó · c1 blanques rei | b8 blanques dama · f7 negres peó · g7 negres rei · c6 negres peó · g6 negres peó · b5 negres peó · e5 blanques cavall · h5 negres peó · b4 negres alfil · h4 blanques peó · b3 negres alfil · c3 negres cavall · c2 negres torre · g2 blanques peó · c1 blanques rei | b8 blanques dama · f7 negres peó · g7 negres rei · c6 negres peó · g6 negres peó · b5 negres peó · e5 blanques cavall · h5 negres peó · b4 negres alfil · h4 blanques peó · b3 negres alfil · c3 negres cavall · c2 negres torre · g2 blanques peó · c1 blanques rei | b8 blanques dama · f7 negres peó · g7 negres rei · c6 negres peó · g6 negres peó · b5 negres peó · e5 blanques cavall · h5 negres peó · b4 negres alfil · h4 blanques peó · b3 negres alfil · c3 negres cavall · c2 negres torre · g2 blanques peó · c1 blanques rei | b8 blanques dama · f7 negres peó · g7 negres rei · c6 negres peó · g6 negres peó · b5 negres peó · e5 blanques cavall · h5 negres peó · b4 negres alfil · h4 blanques peó · b3 negres alfil · c3 negres cavall · c2 negres torre · g2 blanques peó · c1 blanques rei | 1 |
|   | a | b | c | d | e | f | g | h |   |

|   | a                                                   | b                                                   | c                                                   | d                                                   | e                                                   | f                                                   | g                                                   | h                                                   |   |
| 8 | d8 negres rei · g8 blanques torre · d6 blanques rei | d8 negres rei · g8 blanques torre · d6 blanques rei | d8 negres rei · g8 blanques torre · d6 blanques rei | d8 negres rei · g8 blanques torre · d6 blanques rei | d8 negres rei · g8 blanques torre · d6 blanques rei | d8 negres rei · g8 blanques torre · d6 blanques rei | d8 negres rei · g8 blanques torre · d6 blanques rei | d8 negres rei · g8 blanques torre · d6 blanques rei | 8 |
| 7 | d8 negres rei · g8 blanques torre · d6 blanques rei | d8 negres rei · g8 blanques torre · d6 blanques rei | d8 negres rei · g8 blanques torre · d6 blanques rei | d8 negres rei · g8 blanques torre · d6 blanques rei | d8 negres rei · g8 blanques torre · d6 blanques rei | d8 negres rei · g8 blanques torre · d6 blanques rei | d8 negres rei · g8 blanques torre · d6 blanques rei | d8 negres rei · g8 blanques torre · d6 blanques rei | 7 |
| 6 | d8 negres rei · g8 blanques torre · d6 blanques rei | d8 negres rei · g8 blanques torre · d6 blanques rei | d8 negres rei · g8 blanques torre · d6 blanques rei | d8 negres rei · g8 blanques torre · d6 blanques rei | d8 negres rei · g8 blanques torre · d6 blanques rei | d8 negres rei · g8 blanques torre · d6 blanques rei | d8 negres rei · g8 blanques torre · d6 blanques rei | d8 negres rei · g8 blanques torre · d6 blanques rei | 6 |
| 5 | d8 negres rei · g8 blanques torre · d6 blanques rei | d8 negres rei · g8 blanques torre · d6 blanques rei | d8 negres rei · g8 blanques torre · d6 blanques rei | d8 negres rei · g8 blanques torre · d6 blanques rei | d8 negres rei · g8 blanques torre · d6 blanques rei | d8 negres rei · g8 blanques torre · d6 blanques rei | d8 negres rei · g8 blanques torre · d6 blanques rei | d8 negres rei · g8 blanques torre · d6 blanques rei | 5 |
| 4 | d8 negres rei · g8 blanques torre · d6 blanques rei | d8 negres rei · g8 blanques torre · d6 blanques rei | d8 negres rei · g8 blanques torre · d6 blanques rei | d8 negres rei · g8 blanques torre · d6 blanques rei | d8 negres rei · g8 blanques torre · d6 blanques rei | d8 negres rei · g8 blanques torre · d6 blanques rei | d8 negres rei · g8 blanques torre · d6 blanques rei | d8 negres rei · g8 blanques torre · d6 blanques rei | 4 |
| 3 | d8 negres rei · g8 blanques torre · d6 blanques rei | d8 negres rei · g8 blanques torre · d6 blanques rei | d8 negres rei · g8 blanques torre · d6 blanques rei | d8 negres rei · g8 blanques torre · d6 blanques rei | d8 negres rei · g8 blanques torre · d6 blanques rei | d8 negres rei · g8 blanques torre · d6 blanques rei | d8 negres rei · g8 blanques torre · d6 blanques rei | d8 negres rei · g8 blanques torre · d6 blanques rei | 3 |
| 2 | d8 negres rei · g8 blanques torre · d6 blanques rei | d8 negres rei · g8 blanques torre · d6 blanques rei | d8 negres rei · g8 blanques torre · d6 blanques rei | d8 negres rei · g8 blanques torre · d6 blanques rei | d8 negres rei · g8 blanques torre · d6 blanques rei | d8 negres rei · g8 blanques torre · d6 blanques rei | d8 negres rei · g8 blanques torre · d6 blanques rei | d8 negres rei · g8 blanques torre · d6 blanques rei | 2 |
| 1 | d8 negres rei · g8 blanques torre · d6 blanques rei | d8 negres rei · g8 blanques torre · d6 blanques rei | d8 negres rei · g8 blanques torre · d6 blanques rei | d8 negres rei · g8 blanques torre · d6 blanques rei | d8 negres rei · g8 blanques torre · d6 blanques rei | d8 negres rei · g8 blanques torre · d6 blanques rei | d8 negres rei · g8 blanques torre · d6 blanques rei | d8 negres rei · g8 blanques torre · d6 blanques rei | 1 |
|   | a                                                   | b                                                   | c                                                   | d                                                   | e                                                   | f                                                   | g                                                   | h                                                   |   |

## Etimologia
El terme escac i mat és, segons el Diccionari Barnhart Etimològic, una alteració de la frase persa "shāh māt" (شاه مات) que significa "el rei està indefens". El persa "māt" es refereix al rei, però en sànscrit "māta", també pronunciat "māt", es refereix al seu regne "travessat, measurat, i repartit" pel seu oponent; "māta" és el participi passat de l'arrel verbal "mā". Altres sostenen que significa "el rei ha mort", ja que els escacs van arribar a Europa a través del món àrab, i l'àrab māta (مَاتَ) significa "mort" o "ha mort".
Moghadam va traçar l'etimologia de la paraula mate. Vindria del verb persa mandan (ماندن), que significa "romandre", i que està lligat a la paraula llatina maneō i al grec menō (μένω, que significa "jo romanc"). Significa "va romandre" en el sentit de "va quedar abandonat" i la traducció formal és "sorprès", en el sentit militar de "emboscat". "Shāh" (شاه) és la paraula persa per al monarca. Els jugadors anunciarien "Shāh" quan el rei estava en escac. "Māt" (مات) és un adjectiu persa per a "perdut", "indefens" o "derrotat". Per tant, el rei és en mat quan és emboscat, perdut, indefens, derrotat o abandonat a la seva sort.
En persa modern, la paraula mate representa una persona que està paralitzada, amb la boca oberta, mirant confús i sense resposta. Les paraules "estupefacte" o "estordit" hi tenen una estreta correlació. Per tant, una possible alternativa seria interpretar "mate" com "incapaç de respondre". Un rei en mat (shah-mat) llavors significa que un rei no pot respondre, la qual cosa correspondria a que no hi ha cap resposta que el rei d'un jugador pugui fer respecte del darrer moviment de l'oponent. Aquesta interpretació s'acosta molt més a la intenció original del joc de no matar un rei sinó deixar-lo sense cap resposta viable que no sigui rendir-se.
En el llenguatge modern, el terme escac i mat és una metàfora per a una victòria irrefutable i estratègica.